# (29160) São Paulo
(29160) São Paulo est un astéroïde de la ceinture principale découvert en 1989.

## Description
(29160) São Paulo a été découvert le 26 septembre 1989 à l'observatoire de La Silla, au Chili, par Eric Walter Elst.

### Caractéristiques orbitales
L'orbite de cet astéroïde est caractérisée par un demi-grand axe de 2,56 ua, un périhélie de 2,34 ua, une excentricité de 0,09 et une inclinaison de 5,05° par rapport à l'écliptique. Du fait de ces caractéristiques, à savoir un demi-grand axe compris entre 2 et 3,2 ua et un périhélie supérieur à 1,666 ua, il est classé, selon la JPL Small-Body Database, comme objet de la ceinture principale.

### Caractéristiques physiques
(29160) São Paulo a une magnitude absolue (H) de 14,2 et un albédo estimé à 0,141.